# خلنج شجري
خلنج شجري أو النَّبْش أو خنلج أو الينبرن أو الحاج (الاسم العلمي: Erica arborea) هو نوع من النباتات يتبع جنس الخلنج من الفصيلة الخلنجية.

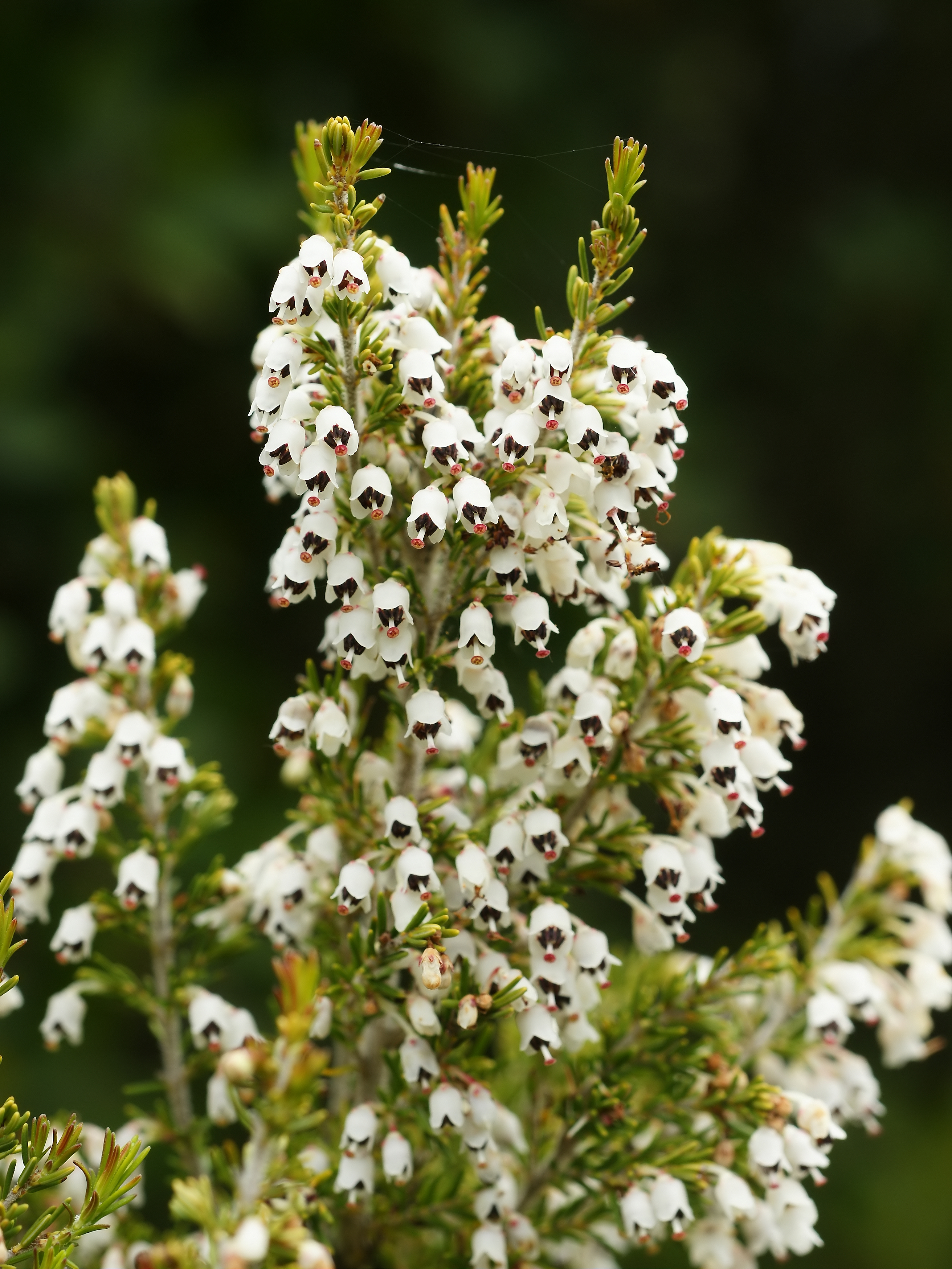
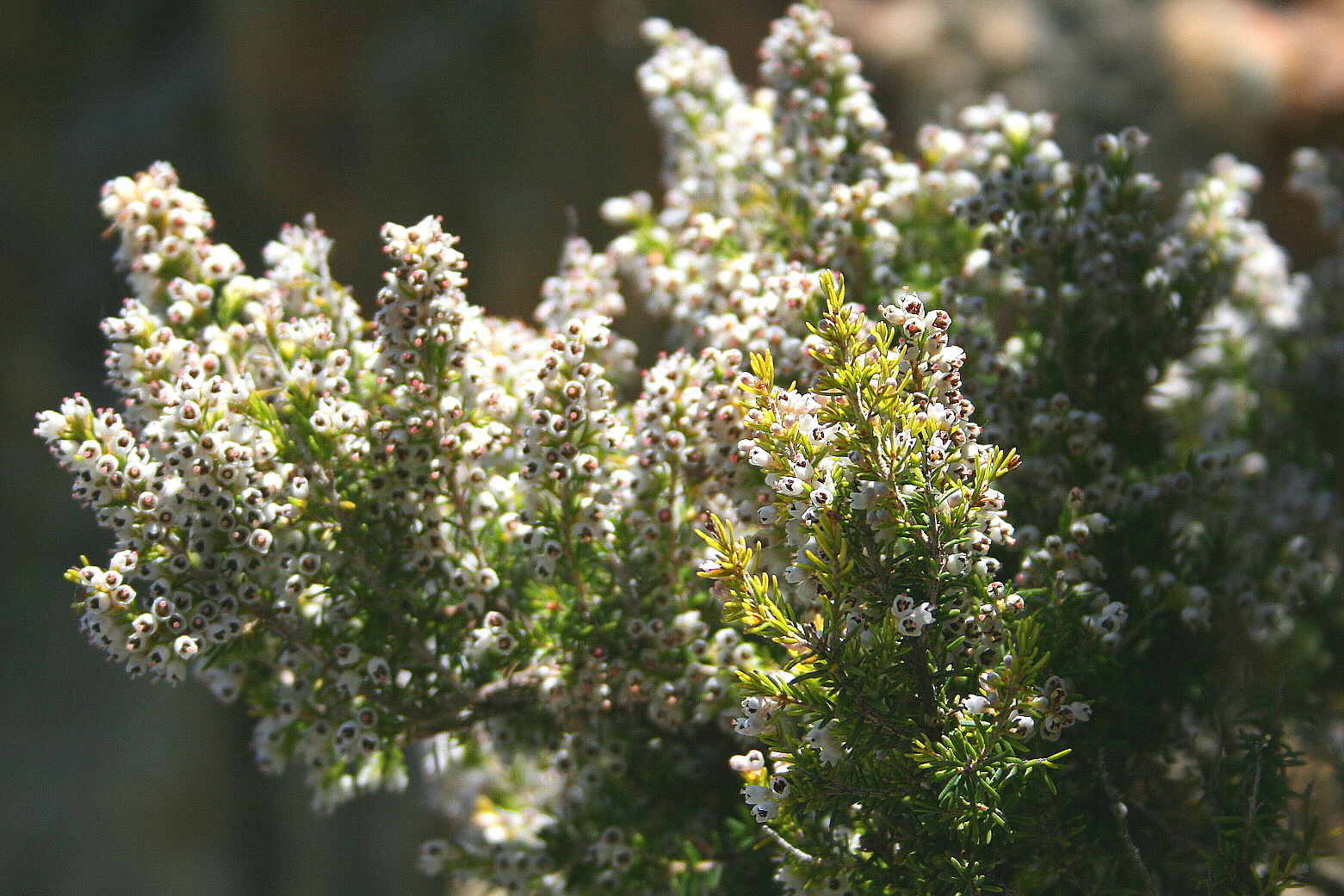
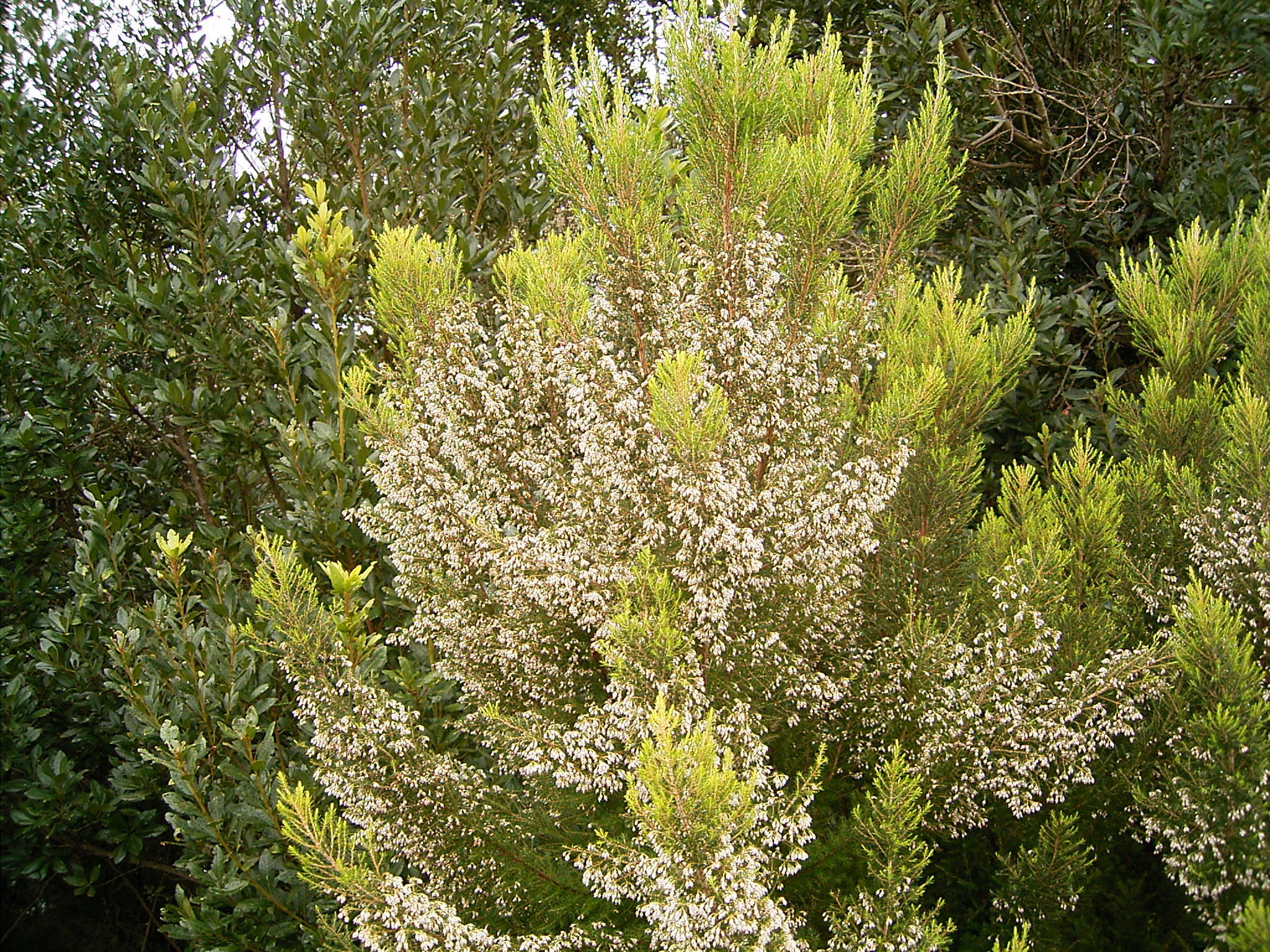
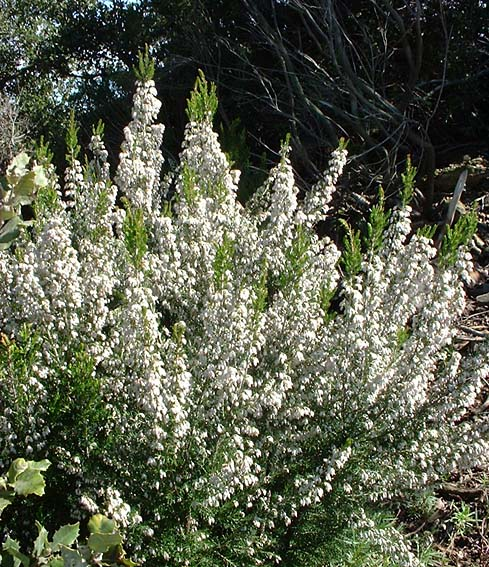
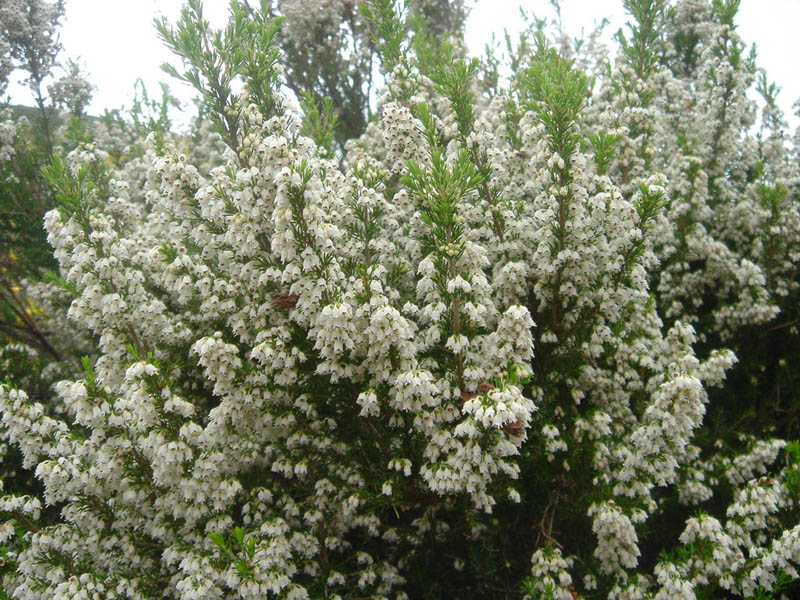
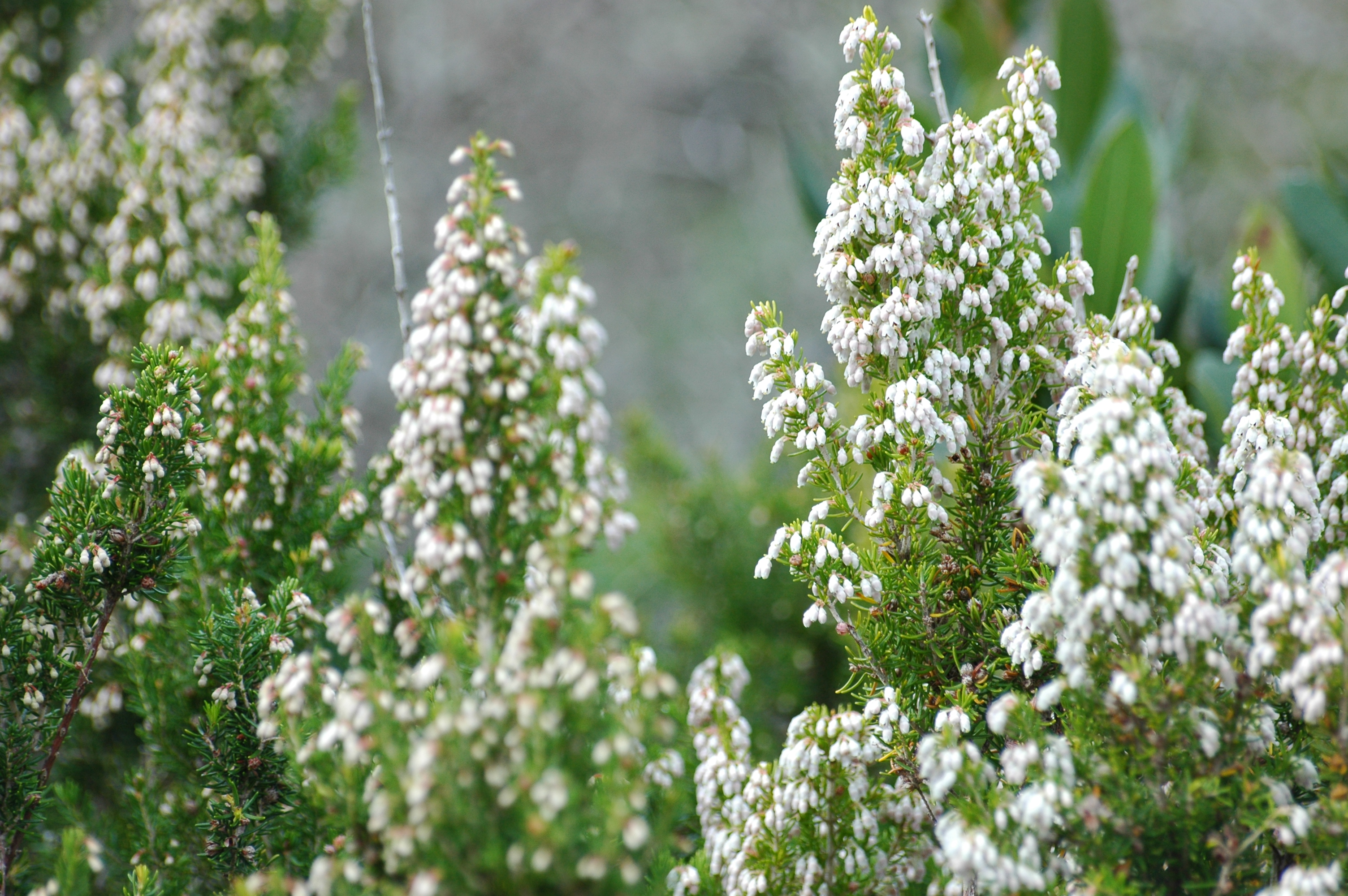